# Prophet River
Prophet River ist ein 250 km langer rechter Nebenfluss des Muskwa River im Norden der kanadischen Provinz British Columbia. Der Fluss hat den Status eines British Columbia Heritage River.

## Flusslauf
Der Prophet River verläuft im Peace River Regional District und im Northern Rockies Regional Municipality. Der Prophet River Hotsprings Provincial Park liegt am Oberlauf des Flusses. Der Prophet River Wayside Provincial Park befindet sich entlang dem mittleren Flusslauf. Der Fluss ist Namensgeber der Siedlung Prophet River, sowie der Prophet Formation, einer stratigraphischen Einheit des Western Canadian Sedimentary Basin.
Der Prophet River entspringt in der Bruce Ridge in den Muskwa Ranges in den nördlichen Rocky Mountains auf einer Höhe von etwa 2000 m. Er fließt in östlicher Richtung zwischen dem Northern Rocky Mountains Provincial Park und dem Redfern-Keily Provincial Park mit mehreren Wasserfällen entlang des Flusslaufs. Dem Fluss fließt der Hewer Creek nördlich von Mount Boe zu. Später münden Kravac Creek und Richards Creek in den Prophet River. 
Nördlich von Klingzut Mountain, am Übergang vom Bergland zu den Plains, trifft der Besa River auf den Prophet River.
Milliken Creek und Bat Creek erreichen den Prophet River östlich der Rocky Mountains. 
Weiterhin münden Minaker River, Bunch Creek, Dethseda Creek, Chipesia Creek und Sass Creek in den Prophet River. Dieser wendet sich nach Nordosten. Beim Durchfließen des Prophet River Wayside Provincial Park ändert der Fluss seine Richtung nach Norden. Der Alaska Highway verläuft ein kurzes Stück parallel zum Fluss.

Schließlich erreicht der Prophet River den Muskwa River, in welchen er südwestlich von Fort Nelson auf einer Höhe von 304 m mündet.
Der Muskwa River ist ein Nebenfluss des Fort Nelson River, der wiederum ein Nebenfluss des Liard River ist. Somit gehört der Prophet River zum Einzugsgebiet des Mackenzie River, der in den Arktischen Ozean mündet.

## Zuflüsse
- Hewer Creek
- Kravac Creek
- Richards Creek
- Besa River
- Milliken Creek
- Bat Creek
- Minaker River
- Bunch Creek
- Dethseda Creek
- Chipesia Creek
- Sass Creek
- Bougie Creek
- Adsett Creek
- Jacknife Creek
- Parker Creek
- Little Beaver Creek
- Tenaka Creek
- Big Beaver Creek
- Cheves Creek
- Tsachehdza Creek
- Jackfish Creek